# Brąszewice (gmina)
Pour la localité, voir Brąszewice.
Brąszewice est une gmina rurale du powiat de Sieradz, Łódź, dans le centre de la Pologne. Son siège est le village de Brąszewice, qui se situe environ 24 km au sud-ouest de Sieradz et 78 km au sud-ouest de la capitale régionale Łódź.
La gmina couvre une superficie de 106,33 km2 pour une population de 4 485 habitants.

## Géographie
La gmina inclut les villages de Błota, Brąszewice, Bukowiec, Chajew, Chajew-Kolonia, Czartoryja, Gałki, Godynice, Kamieniki, Kosatka, Sokolenie, Starce, Trzcinka, Wiertelaki, Wojtyszki, Wólka Klonowska, Zadębieniec, Żuraw et Zwierzyniec.
La gmina borde les gminy de Błaszki, Brzeziny, Brzeźnio, Czajków, Klonowa, Wróblew et Złoczew.